# Bovimé (Togo)
 (mars 2025).
Bovimé est une localité située dans la région des Plateaux au Togo, plus précisément dans la préfecture de Haho.

## Géographie
Bovimé se trouve à une latitude de 7°21' Nord et une longitude de 1°36' Est, avec une altitude comprise entre 154 et 172 mètres au-dessus du niveau de la mer[][].

### Climat
La localité bénéficie d'un climat de savane avec hiver sec, classé comme Aw selon la classification de Köppen-Geiger. Ce climat se caractérise par des précipitations significatives même pendant les mois les plus secs.